# Jonas Jarutis
Jonas Jarutis (* 25. Mai 1963 in Viekšniai, Rajongemeinde Akmenė) ist ein litauischer Politiker, seit 2020 Stellvertretender Vorsitzender des Seimas.  Ab 2007 war er Bürgermeister der Rajongemeinde Kupiškis, Mitglied von Seimas in der Republik Litauen, ab 2020 stellvertretender Vorsitzender der Seimas der Republik Litauen.

## Leben
Nach dem Abitur 1981 an der Mittelschule Viekšniai bei Akmenė absolvierte Jonas Jarutis 1985 das Diplomstudium der Grundschulpädagogik am Šiaulių pedagoginis institutas in Šiauliai und 1990 das Diplomstudium der Gesundheitskörperkultur und Tourismus am Kauno kūno kultūros institutas in Kaunas.
Von 1985 bis 1990 arbeitete er als Lehrer in Skapiškis bei Kupiškis. 
1995 war Jonas Jarutis Direktor von UAB „Varinis varpas“. Von 2003 bis 2007 war er  stellvertretender Bürgermeister und ab 2007 Bürgermeister der Rajongemeinde Kupiškis. 
Seit November 2016 war er Mitglied im 12. Seimas. Seit November 2020 ist er Mitglied im 13. Seimas.
Ab 1995 war Jonas Jarutis Mitglied der Litauische Bauern und Grüne Partei (Lietuvos valstiečių  ir žaliųjų sąjunga).

## Familie
Jonas Jarutis ist geschieden. Er hat die Tochter Andrė und den Sohn Justinas.

## Quelle
- 2011 m. Lietuvos savivaldybių tarybų rinkimai

- Jonas Jarutis, Member of Seimas, Seimas of the Republic of Lithuania (im Englisch)

| Personendaten    | Personendaten                                                    |
| ---------------- | ---------------------------------------------------------------- |
| NAME             | Jarutis, Jonas                                                   |
| KURZBESCHREIBUNG | litauischer Politiker, stellvertretender Vorsitzender des Seimas |
| GEBURTSDATUM     | 25. Mai 1963                                                     |
| GEBURTSORT       | Viekšniai, Rajongemeinde Akmenė                                  |